# Федоренко, Мария Яковлевна
Мари́я Я́ковлевна Федоре́нко (1913—1992) — работник сельского хозяйства, звеньевая по выращиванию махорки и сахарной свёклы. Герой Социалистического Труда.

## Биография
Мария Яковлевна работала колхозницей в одном из звеньев колхоза «Красная Звезда» села Постав-Мука Чернухинского района Полтавской области. Став в 1944 году звеньевой, она начала изучать опыт передовых украинских звеньев по возделыванию махорки.
В 1948 году Федоренко становится звеньевой колхоза имени Ворошилова Чернухинского района (с. Лесная Слободка). В 1949 году она вырастила урожай махорки на площади 3 га по 80,6 центнеров с гектара. Это был самый высокий урожай махорки по Украине. За этот трудовой подвиг Указом Президиума Верховного Совета СССР Федоренко М. Я. в 1949 году было присвоено звание Героя Социалистического Труда.
В 1951 году звено М. Я. Федоренко получило урожай махорки 85,4 ц/га на площади 5 га, соревнуясь с передовым звеном колхоза им. Сталина Чернухинского района (которое возглавляла Н. В. Дяченко), победив в этом соревновании.
В 1955 году её звено взяло на себя обязательства вырастить по 100 ц/га махорки. Достигнутые успехи дали возможность звену участвовать во Всесоюзной сельскохозяйственной выставке в 1954—1955 годах.
В 1957 году звено Федоренко, занимаясь выращиванием сахарной свёклы, вырастило высокий урожай — по 550 ц/га, за что в 1958 году Мария Яковлевна была награждена вторым орденом Ленина.
М. Я. Федоренко неоднократно была участником ВДНХ СССР в Москве, награждалась двумя золотыми и одной серебряной медалями «Участник ВДНХ».

## Награды
- Герой Социалистического Труда (1949).
- Награждена двумя орденами Ленина (1949, 1958) и медалями ВДНХ СССР.